# Axel Thue (skådespelare)
Axel Thue, född 3 juni 1904 i Kristiania (nuvarande Oslo), död 28 oktober 1985, var en norsk skådespelare.
Thue var 1931–1936 engagerad vid Det Nye Teater, 1937–1944 vid Trøndelag Teater och 1946–1977 vid Nationaltheatret. Bland hans roller märks titelrollen i Henrik Ibsens Brand, pastor Sand i Over aevne i, Helmer i Ett dockhem, Manders i Gengångare, Melvil i Maria Stuart samt roller i skådespel av William Shakespeare och Ludvig Holberg.
Vid sidan av teatern gjorde han en del biroller på film. Han debuterade 1933 i En stille flirt och medverkade i sammanlagt tio film- och TV-produktioner 1933–1975.

## Filmografi
- 1933 – En stille flirt
- 1937 – To levende og en død
- 1945 – Rikard Nordraak
- 1953 – Skøytekongen
- 1954 – I moralens navn
- 1962 – Prosessen
- 1970 – Vildanden
- 1970 – Mästertjuven
- 1970 – 3
- 1975 – Eiszeit